# Garnett Duncan
William Garnett Duncan (* 2. März 1800 in Louisville, Kentucky; † 25. Mai 1875 ebenda) war ein US-amerikanischer Politiker. Zwischen 1847 und 1849 vertrat er den Bundesstaat Kentucky im US-Repräsentantenhaus.

## Werdegang
Garnett Duncan studierte bis 1821 am Yale College. Nach einem anschließenden Jurastudium an derselben Schule und seiner im Jahr 1822 erfolgten Zulassung als Rechtsanwalt begann er in Louisville in diesem Beruf zu arbeiten. In den 1840er Jahren schlug er als Mitglied der Whig Party eine politische Laufbahn ein. Bei den Kongresswahlen des Jahres 1846 wurde Duncan im siebten Wahlbezirk von Kentucky in das US-Repräsentantenhaus in Washington, D.C. gewählt, wo er am 4. März 1847 die Nachfolge von William Thomasson antrat. Da er im Jahr 1848 nicht mehr kandidierte, konnte er bis zum 3. März 1849 nur eine Legislaturperiode im Kongress absolvieren. In dieser Zeit endete der Mexikanisch-Amerikanische Krieg. Duncan war Mitglied im Marineausschuss.
Im Jahr 1850 zog er nach New Orleans in Louisiana, wo er als Anwalt praktizierte. 1860 zog er sich in den Ruhestand zurück. Anschließend unternahm er einige Europareisen. Damals lebte er auch einige Jahre in der französischen Hauptstadt Paris. Erst in seinem Todesjahr 1875 kehrte er wegen seines schlechten Gesundheitszustandes nach Louisville zurück. Dort ist er am 25. Mai 1875 auch verstorben.